# Municipio de Bethel (condado de Miami)
El municipio de Bethel (en inglés: Bethel Township) es un municipio ubicado en el condado de Miami en el estado estadounidense de Ohio. En el año 2010 tenía una población de 4843 habitantes y una densidad poblacional de 55,56 personas por km².

## Geografía
El municipio de Bethel se encuentra ubicado en las coordenadas 39°55′48″N 84°5′38″O / 39.93000, -84.09389. Según la Oficina del Censo de los Estados Unidos, el municipio tiene una superficie total de 87.17 km², de la cual 86.58 km² corresponden a tierra firme y (0.68%) 0.6 km² es agua.

## Demografía
Según el censo de 2010, había 4843 personas residiendo en el municipio de Bethel. La densidad de población era de 55,56 hab./km². De los 4843 habitantes, el municipio de Bethel estaba compuesto por el 97.25% blancos, el 0.37% eran afroamericanos, el 0.23% eran amerindios, el 0.37% eran asiáticos, el 0.06% eran isleños del Pacífico, el 0.45% eran de otras razas y el 1.26% pertenecían a dos o más razas. Del total de la población el 1.05% eran hispanos o latinos de cualquier raza.